# James Toback
James Toback (n.1944) es un director y guionista de cine. Sobre él recaen decenas de denuncias sobre acoso sexual.

## Biografía

### Primeros años
Toback nació en la ciudad de Nueva York. Su madre, Selma Judith, presidió la Liga de Mujeres Votantes y fue moderadora de debates políticos en la cadena NBC y su padre, Lionel Toback Irwin, fue un agente de bolsa y exvicepresidente de Dreyfus & Company. Toback se graduó de la Escuela Fieldston de 1963.

### Carrera
En 1974, Toback escribió el guion de la película El jugador, y debutó como director en 1978 con la película Dedos. Después siguió dirigiendo con Amor y dinero (1982). En 1983 escribió y dirigió la película Expuestos, y en 1989 dirigió el documental El Big Bang.
En 1997, escribió y dirigió la comedia Dos niñas y un chico, y en 2000, escribió y dirigió Blanco y Negro, Luego escribió y dirigió Harvard Man protagonizada por Adrien Grenier en 2002. En 2003, escribió y dirigió ¿Cuándo voy a ser amado?.

## Acusaciones de acoso y violación
En 2017 fue acusado por más de 38 actrices jóvenes de acoso sexual y/o violación cuando buscaban trabajo, entre ellas Julianne Moore, Rachel McAdams, Selma Blair, Terri Conn, Jenn DeLeo y Caterina Scorsone.

## Filmografía
- The Gambler (1974) - Escritor
- Fingers (1978) - Escritor/Director
- Love and Money (1982) -Escritor/Director/Productor
- Exposed (1983) - Escritor/Director/Productor
- The Pick-up Artist (1987) - Escritor/Director
- The Big Bang (1989) - Escritor/Director
- Bugsy (1991) - Escritor
- Two Girls and a Guy (1997) - Escritor/Director
- Black and White (1999) - Escritor/Director
- Harvard Man (2001) - Escritor/Director
- When Will I Be Loved (2004) - Escritor/Director
- Tyson (2008) - Escritor/Director/Productor

### Como actor
- Exposed (1983)... Leo Boscovitch
- Alice (1990)... Profesor Davis
- Bugsy (1991)... Gus Greenbaum
- Black and White (1999)... Arnie Tishman
- Death of a Dynasty (2003)... Lyor Cohen
- When Will I Be Loved (2004)... Profesor Hassan Al-Ibrahim Ben Rabinowitz

## Premios y reconocimientos
Premios Óscar
| Año  | Categoría            | Trabajo nominado | Resultado |
| ---- | -------------------- | ---------------- | --------- |
| 1992 | Mejor guion original | Bugsy            | Nominado  |

Festival Internacional de Cine de Cannes
| Año  | Categoría       | Trabajo nominado | Resultado |
| ---- | --------------- | ---------------- | --------- |
| 2008 | Premio Knockout | Tyson            | Ganador   |